# Alvils Gulbis
Alvils Gulbis (Riga, 17 april 1936 – Riga, 26 februari 2021) was een Sovjet basketbalspeler en basketbalcoach.

## Carrière
Gulbis speelde bij SKA Riga en VEF Riga. Ook speelde hij 88 wedstrijden voor de Letse SSR. Met SKA werd hij drie keer Landskampioen van de Sovjet-Unie in 1955, 1957 en 1958. Ook won Gulbis drie keer de FIBA European Champions Cup in 1958, 1959 en 1960. Hij won één keer de Spartakiade van de Volkeren van de USSR in 1956 met de Letse SSR. Na zijn loopbaan als speler werd hij in 1969 coach bij VEF Riga. In 1974 stopte hij.

## Privé
De kleinzoon van Alvils is de toptennisser Ernests Gulbis.

## Erelijst speler
- Landskampioen Sovjet-Unie: 4
  - Winnaar: 1955, 1956, 1957, 1958
  - Tweede: 1962, 1964
  - Derde: 1966
- FIBA European Champions Cup: 3
  - Winnaar: 1958, 1959, 1960
  - Runner-up: 1961
- Spartakiade van de Volkeren van de USSR: 1
  - Winnaar: 1956